# David Lelay
David Lelay (født 30. december 1979) er en fransk tidligere professionel cykelrytter.